# Svinninge (Dania)
Svinninge – miasto w Danii, w regionie Zelandia, w gminie Holbæk.